# Taras Žitinskij
Taras Žitinskij (ukr. Тарас Житинський); je ukrajinski folk-rock glazbenik, autor više glazbenih albuma. Žitinskij je posebno poznat po skladbama vezanim za povijest ukrajinskih kozaka i skladbama iz ukrajinskog anarhističkog pokreta s početka 20. stoljeća koje je predvodio Nestor Mahno. 

## Biografija
Porijeklom iz Ivano-Frankivska, Žitinskij je česti gost na glazbenim festivalima u Ukrajini, ali posljednjih 10 godina živi i radi u Velikoj Britaniji odnosno Londonu. Njegovi roditelji su u Drugom svjetskom ratu bili pripadnici Ukrajinske ustaničke armije što se odrazilo na njegov izrazito domoljuban svjetonazor.

## Vanjske poveznice
- NME magazin: glazbeni hitovi Tarasa Žitinskog
- Biografija Tarasa Žitinskog (ukr.)